# کاندوروگودا
کاندوروگودا (به لاتین: Kandurugoda) یک منطقهٔ مسکونی در سری‌لانکا است که در استان مرکزی (سری‌لانکا) واقع شده‌است.